# Abe Lincoln in Illinois
Abe Lincoln in Illinois é um filme estadunidense de 1940, do gênero drama biográfico, dirigido por John Cromwell e estrelado por Raymond Massey e Gene Lockhart. O filme é baseado na peça homônima de Robert E. Sherwood, ganhadora do Prémio Pulitzer. Sherwood também é responsável pelo roteiro, ao lado de Grover Jones.
O fato de ter sido feito praticamente ao mesmo tempo do similar Young Mr. Lincoln, de John Ford, pode em parte explicar seu fracasso nas bilheterias—o filme deu um prejuízo de $745,000, em valores da época, aos cofres da RKO Pictures.
A crítica atual está dividida: enquanto os autores de The RKO Story consideram-no "episódico e sem vida, difuso e sem emoção", além de "indigesto", para Leonard Maltin trata-se de história puramente americana, sincera e de primeira classe. Já Craig Butler, ao tempo em que coloca reparos no roteiro, notadamente no tratamento raso dado aos personagens secundários, diz que o filme é "um tributo encantador a um grande herói norte-americano, frequentemente comovente e excitante". Entretanto, todos são unânimes em louvar a atuação de Raymond Massey, atuação que lhe valeu uma indicação ao Oscar.

## Sinopse
O filme acompanha Abraham Lincoln desde quando lutava pela vida como lenhador no Kentucky, até sua eleição para a presidência, em 1860. No meio, o primeiro amor, o casamento com Mary Todd, seus estudos de advocacia e os lendários debates com Stephen Douglas.

## Premiações
| Prêmio | Categoria                                                       | Situação |
| ------ | --------------------------------------------------------------- | -------- |
| Oscar  | Melhor Ator (Raymond Massey) Melhor Fotografia (Preto e Branco) | Indicado |

- Escolhido pelo Film Daily como um dos Dez Melhores Filmes do Ano

## Elenco
| Ator/Atriz       | Personagem         |
| ---------------- | ------------------ |
| Raymond Massey   | Abe Lincoln        |
| Gene Lockhart    | Stephen Douglas    |
| Ruth Gordon      | Mary Todd          |
| Mary Howard      | Ann Rutledge       |
| Minor Watson     | Joshua Speed       |
| Alan Baxter      | Billy Herndon      |
| Harvey Stephens  | Ninian Edwards     |
| Howard da Silva  | Jack Armstrong     |
| Dorothy Tree     | Elizabeth Edwards  |
| Aldrich Bowker   | Juiz Bowling Green |
| Maurice Murphy   | John McNeil        |
| Louis Jean Heydt | Mestre Graham      |
| Clem Bevans      | Ben Mattling       |
| Harlan Briggs    | Denton Offut       |
| Herbert Rudley   | Seth Gale          |
| Peggy Ann Garner | Garotinha          |